# Bogilice
Bogilice (cyr. Богилице) – wieś w Bośni i Hercegowinie, w Republice Serbskiej, w gminie Višegrad. W 2013 roku liczyła 5 mieszkańców.